# フランティック・フリントストーンズ
フランティック・フリントストーンズ（Frantic Flintstones）は、1986年にイギリスで結成されたサイコビリー・バンド。サイコビリー・バンドの第一波の一部をなし、公式アルバムは27枚リリースされている。

## 略歴
このバンドは、ザ・メテオーズ、グアナ・バッツ、ディメンテッド・アー・ゴーと並んで、サイコビリーのジャンルでは最も古いバンドの1つである。シャークスのアラン・ウィルソンとは頻繁に仕事をしている。バンドの長年のベーシストはゲイリー・デイで、1991年からモリッシーのバンドでベースを演奏していた。他の重要な旧メンバーには、アラン・ウィルソン (シャークス、ウェスタン・スター・スタジオの運営者)、ジョニー・ボウラー (グアナ・バッツのベーシスト)、およびキャプテン・ドラッグバスター（ディメンテッド・アー・ゴーのグレアム・グラント）らがいた。フランティック・フリントストーンズは、（ロング・トール・テキサンズなどと並び）解散することなく、常にツアーを続けた数少ない1980年代から続くサイコビリー・バンドの1つとなっている。

## カバー/トリビュート・サンプラー
フランティック・フリントストーンズの曲は、日本、アメリカ、ヨーロッパ全土のバンドによってカバーされている。2008年、トリビュート・アルバム（『A Muh To The Muh』）がリリースされ、バンドの曲が国際的なアーティストたちによって再び歌われた。

## 現在のメンバー
- チャック・ハーヴェイ (Chuck Harvey) - ボーカル
- マニー・アンザルド (Manny Anzaldo) - ギター
- パック・レンジング (Puck Lensing) - ベース
- ベニー・ジン (Benny Zin) - ドラム

## ディスコグラフィ

### スタジオ・アルバム
- Bed rock (1986年、Link)
- 『ア・ナイトメアー・オン・ナーヴァス』 - A Nightmare On Nervous (1988年、Nervous)
- Rockin' Out (1988年、Link)
- Not Christmas Album (1989年、Link)
- The Nightmare Continues...Demonic Verses...Chuck's Revenge (1989年)
- Schlachthof Boogie Woogie (1990年)
- The Raucous Recordings - Vol. 1 (1990年)
- Cuttin' A Fine Line (1991年)
- Take A Hike (1991年)
- Flesh 'N' Fantasy (1992年)
- Skin Up, Chill Out... (1992年)
- Ravin' With The Lunatics (1993年)
- Jamboree (1993年)
- Rock It Boy (1993年)
- Enjoy Yourself (1994年)
- The X-Ray Sessions (1996年)
- Speed Kills (1998年)
- Hits From The Bong! (1999年)
- Too Sweet To Die (2001年)
- Champagne 4 all (2003年)
- 『ザ・レジェンダリー・マッシュルーム・セッションズ』 - The Legendary Mushroom Sessions (2005年)
- Psycho Samba My Way! (2009年)
- Freaked Out & Psyched Out (2012年)
- Lost Highway (2014年、Klabautermann)
- The Lunatics Are Ravin'  (2018年) ※1992年録音

### ライブ・アルバム
- Live and Rockin'  (1989年)

### コンピレーション・アルバム
- Best Of (1991年、Link)
- Schlachthof Boogie Woogie (1999年、Raucous)
- 『ジ・アルティメイト・フランティック・フリントストーンズ・コレクション』 - The Ultimate Frantic Flintstones Collection (Volume 1) (2002年、Anagram)
- 『EPコレクション』 - The Ep Collection (2002年、Raucous)
- 『ザ・ベスト・オブ・フランティック・フリントストーンズ』 - The Best Of... (2003年、Two Children)
- Billy Overdose (2004年、Western Star Recording Company)
- The Legendary Mushroom Sessions (2005年、Anagram)
- 20th Anniversary Album (2006年、Anagram)